# Модрини (пам'ятка природи)
Модрини — ботанічна пам'ятка природи місцевого значення. Об'єкт розташований на території Косівського району Івано-Франківської області, Кутське лісництво, квартал 19, виділи 1, 5.
Площа — 1,1000 га, статус отриманий у 1972 році.